# Cornelis Andries Backer
Cornelis Andries Backer (Oudenbosch,  18 de setembro de 1874 – 28 de fevereiro de 1963) foi um botânico e taxonomista neerlandês.